# 924年
| 千纪： | 1千纪 |
| 世纪： | 9世纪 \| 10世纪 \| 11世纪 |
| 年代： | 890年代 \| 900年代 \| 910年代 \| 920年代 \| 930年代 \| 940年代 \| 950年代 |
| 年份： | 919年 \| 920年 \| 921年 \| 922年 \| 923年 \| 924年 \| 925年 \| 926年 \| 927年 \| 928年 \| 929年                                                                                                |
| 纪年： | 甲申年（猴年）；南吴顺义四年；前蜀六年；吴越宝大元年；于阗同慶十三年；大長和貞祐四年；契丹天赞三年；南汉八年；后唐（闽）同光二年；荆南同光二年；日本延長二年；后百济正开二十四年；高丽天授七年 |

## 大事记
- 中國
  - 曹議金為歸義軍節度使、沙州刺史、檢校司空。
  - 李茂貞投靠後唐，岐滅亡。
- 歐洲
  - 阿斯图里亚斯國王弗鲁埃拉繼承萊昂國王，重新統一父親阿方索三世大帝的遺產。

## 逝世
- 奥多尼奥二世，阿方索三世大帝的次子，加利西亞與萊昂國王。